# Tenetearas
Os tenetearas são um grupo indígena brasileiro que se divide nos subgrupos guajajara e tembé.